# World Mobile City Project

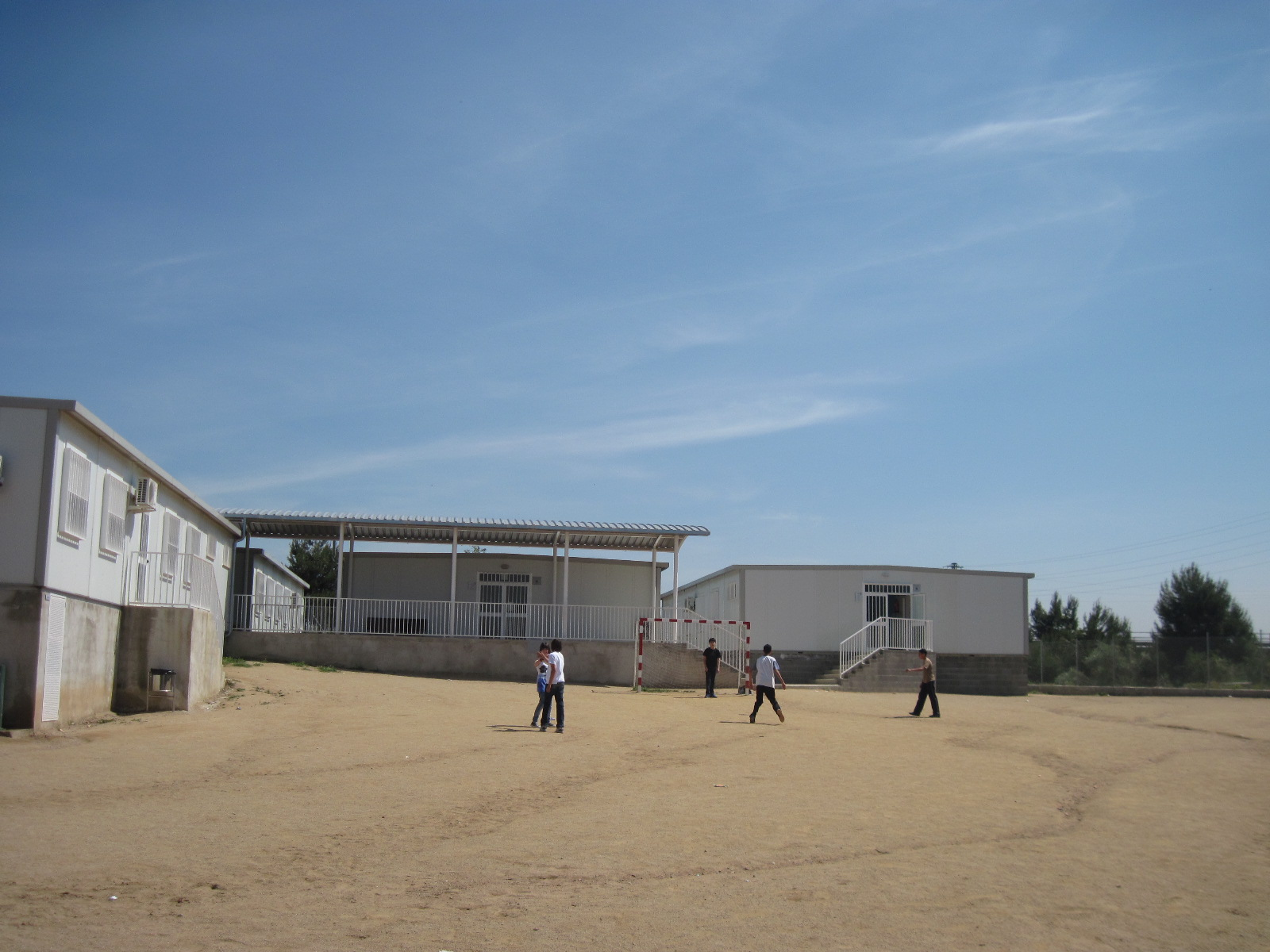
IES Cal Gravat de Manresa, on va nàixer el projecte.

El World Mobile City Project (WMCP) és un projecte educatiu de georeferenciació i tecnologia mòbil dirigit a estudiants d'educació secundària. Està impulsat per LaceNet, el professorat dels centres educatius participants de diferents ciutats, i compta amb la col·laboració de l'Escola d'Enginyeria de Telecomunicació i Aeroespacial de Castelldefels de la Universitat Politècnica de Catalunya. La iniciativa va nàixer en 2013 a l'institut Cal Gravat de Manresa (Bages) com un projecte de centre, i posteriorment va ser assumit i impulsat per l'associació LaceNet. El projecte va passar d'un un àmbit comarcal a nacional i es va estendre a ciutats o comarques com Barcelona, Tarragona, Igualada i Valls a Catalunya, la Vall dels Alcalans, València, Castelló de la Plana, Alcoi, el Camp de Morvedre, els Ports (Cinctorres i Morella) i Elx al País Valencià, o Saragossa a Aragó. A cada ciutat el projecte rep un nom adaptat, com ara Manresada, Barcelonada, Valencianada o Castellonada.
El projecte, similar a una gimcana, té com a objectiu que els alumnes coneguen millor la seua ciutat o comarca i que milloren les seues competències digitals, per a la qual cosa han d'elaborar un mapa col·laboratiu amb vídeos i fotografies dels llocs emblemàtics de cada ciutat fent ús dels seus mòbils, de la realitat augmentada, de la geolocalització, i dels codis QR. L'alumnat ha d'aprendre a orientar-se amb el mòbil i mapes digitals, cal que respecten les normes ciutadanes, i que aprenguen a treballar de forma col·laborativa. A més, a les proves que cal fer dins la gimcana també hi trobem algunes tasques creatives com ara, recitar poemes, cantar cançons, realitzar un mannequin challenge, gravar una escena amb la càmera vídeo del mòbil, etc. Els estudiants participants comparteixen les proves i les respostes que obtenen a les xarxes socials amb diferents etiquetes o hashtags que serveixen per difondre i visibilitzar el patrimoni cultural. En l'edició de 2015 van participar 3862 alumnes i 58 centres d'educació secundària de Barcelona, Manresa, Alcoi, Igualada, València i Castelló de la Plana, i es va celebrar coincidint amb el Mobile World Congress de Barcelona. En 2016 es va celebrar a Cinctorres la primera trobada de ciutats participants. En 2017 van participar-hi vora 6000 alumnes, tant a Catalunya com al País Valencià. L'esdeveniment no ha deixat de créixer i cada any són nous els centres que hi participen, els departament educatius que hi col·laboren i les ciutats que organitzen les gimcanes.

## Seus i projectes

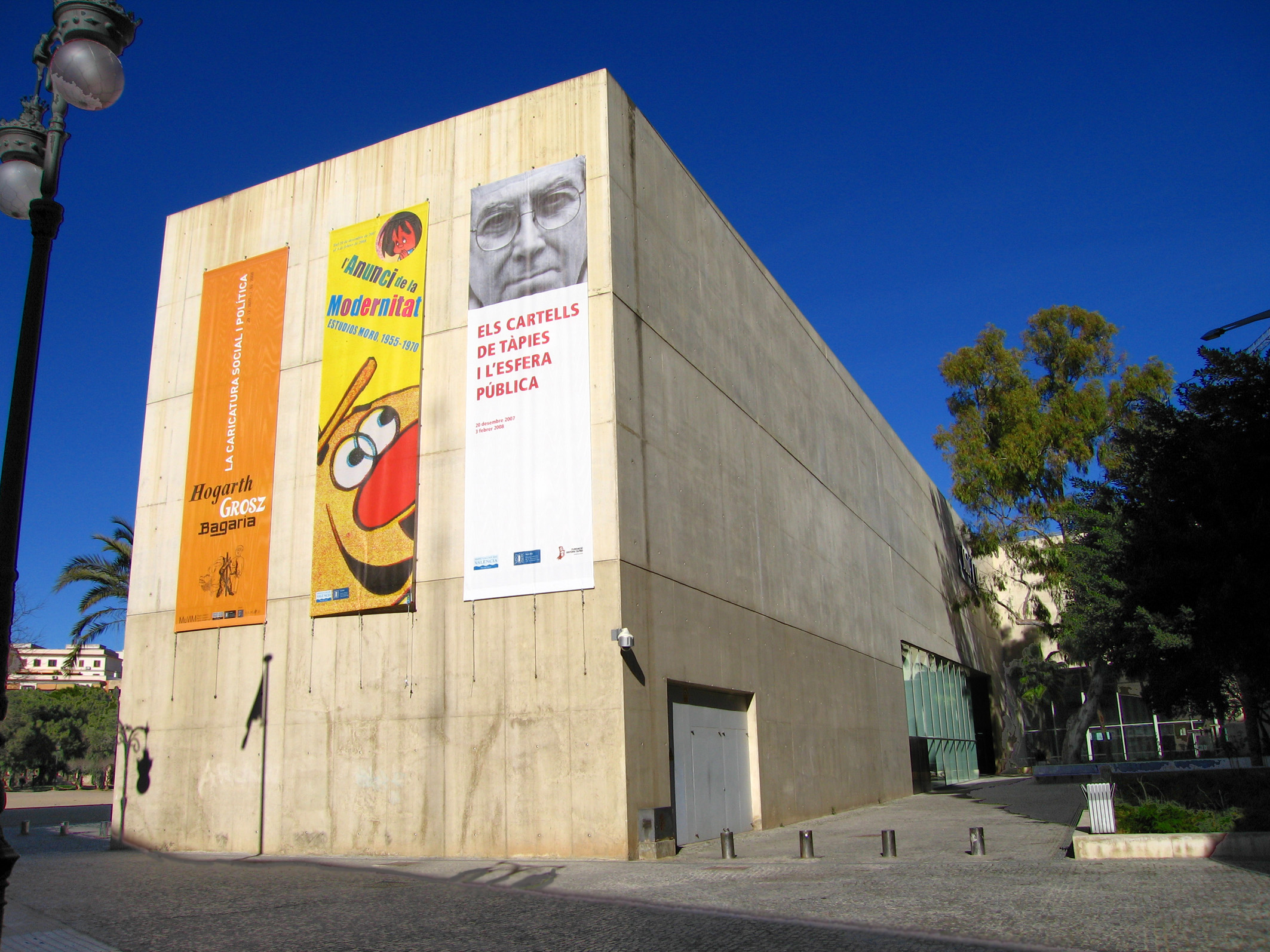
El MuVIM és una de les entitats que dona suport al projecte de la Valencianada

### Catalunya
A Manresa rep el nom de Manresada, i compta amb el lema La Manresada, mi Manresa, i a Barcelona es diu Barcelonada. El projecte va nàixer a Manresa a l'IES Cal Gravat. A estes ciutats està liderat per LaceNet, la col·laboració de l'Escola d'Enginyeria de Telecomunicació i Aeroespacial de Castelldefels, el patrocini de m-Schools i el suport del Consorci d'Educació de Barcelona, de la Fundació Aplicació de Callús i de l'Ajuntament de Manresa.

### País Valencià
A València, on rep el nom de Valencianada, el projecte està organitzat per l'associació de professors 1entretants, i compta amb el suport de l'Ajuntament de València, la direcció general de Política i Innovació Educativa de la conselleria d'educació i el MuVIM. A la Valencianada participen centres de la ciutat de València i d'altres municipis com Algemesí, Alzira, Burjassot, Foios, Massamagrell, Meliana, Mislata, Paterna, la Pobla de Farnals, Picassent, Requena, Riba-roja, Silla, Torrent i la Vall d'Uixó (aquest últim de la província de Castelló, també participant en la Castellonada).
A Castelló de la Plana rep el nom de  Castellonada i es va celebrar per primera vegada en 2016. Està organitzada per un col·lectiu de docents de tota la província de Castelló vinculats a la formació docent en competència digital i en itineraris culturals. Compta amb el suport de la Regidoria d'Educació dins del programa ciutats educadores de l'Ajuntament de Castelló i de la Universitat Jaume I, que cedeix les instal·lacions i la infraestructura del Menador Espai Cultural. Hi participen també centres d'altres localitats de la província, com ara de la Vall d'Uixó, Betxí, Borriana, Benicàssim, Torreblanca, Benicarló, Vilafranca o Sant Mateu.
A la ciutat d'Alcoi el col·legi “Fundación Educativa ACI” – Sagrada Familia - en col·laboració amb l'associació Lacenet han organitzat aquesta des del 2015 i L'Alcoinada17 o #ALCada17 va ser una miqueta especial. Donat que se celebrava l'any Joan Valls, al 100 aniversari del seu naixement, l'Alcoianada va voler sumar-se a aquest reconeixement, aprofitant l'ocasió per portar la seua vida i obra poètica als carrers i donar-la així a conéixer a tota la ciutadania.
A la Comarca del Camp de Morvedre des del 2016 l'escola CRA Benavites Quart de les Valls i un col·lectiu de docents vinculats a Novadors participen en el WMCProject en el que estaven implicades les poblacions de Benavites, Quart de les Valls i Torres Torres. En 2018 organitzaren la Morvedrada, amb la intenció de descobrir Sagunt en tant que capital de la comarca i utilitzaren els hashtags #MVDada18 (Morvedrada 2018) i #SGTada18.
A diferència de les grans ciutats, el projecte als Ports es desenvolupa com un projecte per a pares i mares. Per altra banda, a la ciutat d'Elx va rebre el nom de Valencianada del Sud.